# Knokke-Heist
Knokke-Heist és un municipi belga de la província de Flandes Occidental a la regió de Flandes.

## Seccions
| #          | Nom                                         | Extensió (km²) | Població (31/12/2007) |
| ---------- | ------------------------------------------- | -------------- | --------------------- |
| I (V) (VI) | Knokke - Centrum - Het Zoute - Albertstrand | 22,54          | 15.708                |
| II (VII)   | Heist - Heist - Duinbergen                  | 7,36           | 12.828                |
| III        | Ramskapelle                                 | 5,61           | 760                   |
| IV         | Westkapelle                                 | 21,46          | 4.732                 |

Font: Ajuntament de Knokke-Heist

## Localització

Mapa de Knokke-Heist

| - a. Hoeke (Damme) - b. Oostkerke (Damme) - c. Dudzele (Brugge) - d. Lissewege (Zeebrugge) (Brugge) - e. Retranchement (Sluis) - f. Sluis |